# Konzil von Mailand
Das Konzil von Mailand wurde im Jahr 355, während des arianischen Streits, von Kaiser Constantius II. einberufen.
Athanasius von Alexandria, ein entschiedener Gegner des Arianismus und aller theologischen Positionen, die das Bekenntnis von Nicäa (325) ablehnten, wurde 353 auf der Synode von Arles auf Betreiben von Kaiser Constantius II. als Bischof abgesetzt, indem ein Edikt verabschiedet wurde, das u. a. seine frühere Absetzung auf der Synode von Tyros (335) beinhaltete. Doch weigerte sich der wieder mal abwesende Athanasius, das Urteil anzuerkennen und verlangte gemeinsam mit Liberius, dem Bischof von Rom, unter Berufung auf einen Kanon des Konzils von Serdica ein neues Konzil. Liberius schickte eine Gesandtschaft zu Constantius, der neben anderen die Bischöfe Lucifer von Calaris und Eusebius von Vercelli angehörten.
Constantius berief 355 die geforderte Synode nach Mediolanum (Mailand) ein, wo er zu dieser Zeit residierte. So war es möglich, dass der Kaiser selbst beim Konzil anwesend war. Auf seine Veranlassung hin war der einzige Tagesordnungspunkt der Fall Athanasius. Eusebius von Vercelli, ein Unterstützer des Athanasius, schlug vor, dass die Bischöfe eine Gelegenheit haben sollten, das Bekenntnis von Nicaea zu unterzeichnen, und Bischof Dionysius von Mailand hatte bereits Kopien davon für die Bischöfe anfertigen lassen. Dieser Vorschlag führte zu Auseinandersetzungen mit den arianischen Bischöfen: Valens von Mursa entwendete dem Eusebius seine Kopie des Bekenntnisses und zerriss sie vor seinen Augen. Als Reaktion auf die Unruhen verlegte Kaiser Constantius das Konzil von der Kirche, in der sich die Bischöfe versammelt hatten, in seinen eigenen Palast, wo er als Ankläger des Athanasius den Sitzungen beiwohnte.
Als die Anhänger des Athanasius sich noch immer weigerten, die Verurteilung des Athanasius zu unterschreiben, reagierte Constantius mit massivem Druck: Er drohte jedem, der das Urteil nicht unterzeichnen wollte, drakonische Strafen an. Daraufhin beschlossen fast alle der etwa 300 anwesenden Bischöfe die Verurteilung des Athanasius als Hochverräter. Nur Lucifer von Calaris, Dionysius von Mailand, Eusebius von Vercelli, Paulinus von Trier und zwei Legaten des Liberius weigerten sich und wurden daraufhin verbannt.
Von den heutigen Kirchen wird das Konzil von Mailand nicht anerkannt.